# Ondrej Roba
Ondrej Roba (16. nebo 18. února 1899 Košice-Šaca – ???) byl slovenský a československý politik Komunistické strany Slovenska a poúnorový poslanec Národního shromáždění ČSR.

## Biografie
Profesí byl rolníkem.
Ve volbách roku 1948 byl zvolen do Národního shromáždění za KSČ ve volebním kraji Košice. V parlamentu zasedal do listopadu 1949, kdy byl zbaven mandátu a nahradil ho Ján Horár.
V letech 1948–1949 se uvádí jako člen Ústředního výboru Komunistické strany Slovenska.